# Archaeoteleia astropulvis
Archaeoteleia astropulvis  es una especie de avispa de la familia Platygastridae extinta que vivió hace 100 millones de años. Sus fósiles se han encontrado en la República Popular de China. Esta especie difiere de otras especies del género, ya que muestra segmentos antenales más pequeños.

## Taxonomía

### Etimología
El epíteto astropulvis significa en latín 'polvo de estrellas' y hace alusión a Ziggy Stardust, el célebre alter ego del cantante David Bowie.